# Тангаж

Тангаж літака, модель.

Тангаж (pitch).

Танга́ж (фр. tangage — «кільова хитавиця») — кутовий рух літального апарата або судна відносно головної поперечної осі інерції. Кут тангажа — кут між поздовжньою віссю літального апарата або судна і горизонтальною площиною. В авіації розрізняють тангаж зі збільшенням кута — кабрування, та зі зменшенням кута — пікірування або піке; спричиняється відхиленням стерна висоти.
Це один з трьох кутів (крен, тангаж і рискання), що визначають нахил літального апарата щодо його центру. Стосовно морських суден використовують термін «диферент» із таким самим значенням.